# The Chemical Brothers
The Chemical Brothers — британский музыкальный дуэт, работающий в стиле электронной музыки. Наряду с Fatboy Slim, The Prodigy и The Crystal Method являются одним из известнейших коллективов-представителей и основоположников биг-бита. Участники дуэта — Том Роулендс и Эд Саймонс.
На протяжении карьеры дуэт выиграл множество наград, в том числе шесть премий Грэмми — в номинации «лучшее инструментальное рок-исполнение», «лучшая танцевальная запись», дважды — в номинации «лучший танцевальный/электронный альбом».

## История

### Формирование группы (1984—1991)
Эдмунд Джон Саймонс (англ. Ed Simons) родился 9 июня 1970 в Herne Hill (Южный Лондон). У Эда с детства было два увлечения: авиация и музыка. Учился в школах: Alleyn’s School и Dulwich College, к 14 годам регулярно посещал клуб «The Mud» (преимущественно там играли хип-хоп). К тому времени, как он покинул школу, у него было несколько любимых групп: «New Order» и «The Smiths». После школы поступил на исторический факультет Манчестерского Университета, где изучал историю средних веков. Там, в своей группе, он познакомился с Томом.
Томас Оуэн Мостин Роулэндс (англ. Tom Rowlands) родился 11 января 1971 года в Kingston-Upon-Thames, позже с родителями переехал в Henley-on-Thames. Учился в школе Reading, Berkshire. Будучи школьником, начал проявлять интерес к музыке, его любимым LP был саундтрек «What a Lovely War», а чуть позже Том заинтересовался «2-Tone», «Heaven 17», «Kraftwerk», «New Order», «Cabaret Voltaire», «The Jesus and Mary Chain». Послушав первый альбом Public Enemy («Yo! Bum Rush The Show»), Роулендс признался, что эта запись перевернула его жизнь, особенно на него подействовала песенка «Miuzi Weighs A Ton». С этого момента он стал собирать винилы Eric B и Schoolly D, не из хип-хопа он был большим фанатом «My Bloody Valentine». В университет поступил не столько из жажды знаний, сколько из-за Манчестерской музыкальной сцены, из-за знаменитого в определенных кругах клуба Hacienda.
До Манчестера Том вместе со своими друзьями Бренденом и Мэтом создал группу Ариэль. Первая песня называлась «Sea of Beats», а самым тиражируемым треком стал «Mustn’t Grumble». Через некоторое время их лейбл «De Construction», стал требовать, чтобы в группу взяли девушку (требовался женский вокал). После выхода трека «Let It Slide», который очень не нравился Тому, группа начала угасать, а с отъездом Роулендса и вовсе исчезла. Одна из последних вещей была «T-Baby», на которую Саймонс и Роулэндс позже сделали ремикс.
Встретиться этим двум молодым людям помогло желание получить высшее образование в Университете Манчестера. Помимо этого были и другие причины. Так, Эд любил манкунианскую музыку (The Smiths, New Order). В свою очередь, Том приехал в Манчестер из-за музыкальной жизни города, а в частности клуба Hacienda (где в своё время начинали New Order). Вместе с ним туда прибыли и двое участников Ariel. Познакомившись в 1989 году на одной из первых лекций по средневековой истории, они постоянно встречались в клубах, где были завсегдатаями. До 1992 года пара баловалась со звуком, иногда играя на вечеринках, но этот год для них стал знаковым. Братья стали выступать в качестве диджеев под названием «The 237 Turbo Nutters» в клубе «Naked Under Leather». Их миксы состояли из техно, хип-хопа и хауса.

### The Dust Brothers (1992—1994)
Роулендс и Саймонс прозвали себя «The Dust Brothers» в честь продюсерского дуэта из США, наигравшись с чужими треками, пара с помощью магнитофона Hitachi, компьютера, семплера и синтезатора создала свой трек «Song To The Siren», использовав семплы из «Meat Beat Manifesto» и «Dead can Dance». Трек вышел на их собственном лейбле Diamond Records в количестве 500 штук, но, к сожалению, его никто не покупал, потому что для танцевальной сцены он был слишком медленным. Тогда было решено послать композицию лондонскому DJ Andrew Weatherall, который сразу включил трек в свой микс, а затем в 1993-м «Song To The Siren» выпустил на своем лейбле Junior Boy’s Own. В 1993-м Эд и Том закончили университет с хорошими результатами, и с этого времени начинается эпоха ремиксов — первым стал «Packet Of Peace» для Justin Robertson’s «Lionrock». Ближе к концу года закончилась работа над вторым релизом — «Fourteenth Century Sky» EP, который был выпущен в январе 1994-го. Сначала работа была достаточно прохладно воспринята диджеями, но, несмотря на это, в скором времени стала культовым хитом. Среди композиций особенно выделялась пульсирующая «Chemical Beats». Быстро возраставшая популярность не давала повода для отдыха, и уже через несколько месяцев выходит «My Mercury Mouth» EP. А следом идет работа над ремиксами для таких знаменитостей, как Sabres of Paradise, The Charlatans, Manic Street
Preachers, Bomb The Bass, Justin Warfield, Primal Scream, The Prodigy и Saint Etienne. Было и предложение от Massive Attack, но оно было отклонено, несмотря на то, что альбом «братьям» понравился.

### От Dust к Chemical
Фирменная надпись «The Chemical Brothers» была разработана в 1992 году немецким каллиграфом Карлгеоргом Хёфером. В марте 1995-го The Dust Brothers отправились в свой первый интернациональный тур, который включал США, где они играли вместе с Orbital и Underworld. Затем ряд фестивалей по Европе. Примерно в это же время настоящие The Dust Brothers подали в суд за использование их названия. Для того, чтобы все уладить, пришлось сменить название. Выбор пал на «The Chemical Brothers», хотя самим музыкантам оно не очень нравилось.

### «Exit Planet Dust» (1995—1996)
Подписав контракт с Virgin Records, музыканты принялись за работу над своим первым альбомом Exit Planet Dust. Вышедшая в 1995 году дебютная работа «братьев» восхитила критиков. Наряду с фирменными инструментальными вещами, насыщенными гитарным саундом, тяжелым брейк-битом и аналоговыми шумами, альбом включал вокальные треки, записанные с Бет Ортон и Тимом Берджессом из группы The Charlatans. Ребята из The Chemical Brothers собрали себе не только огромную армию поклонников, но и подружились со многими другими известными музыкантами. Альбом поднялся до 9 места в чартах. 1-й сингл с альбома «Life is Sweet» в чартах добрался до 25 места, журналом NME он был оценен как сингл недели. После невероятно удачного дебютного турне по Европе The Chemical Brothers отправились покорять своими концертами США, выступая там на разогреве у
Orbital и Underworld. В августе 95-го Братья разогревали толпу на Sheffield Gig перед выступлением Oasis, похоже Liam Gallagher совершенно не понравился их микс, он согнал Братьев, не дав им доиграть и поставил за пульт своего друга из группы The Verve. The Stone Roses попросили Братьев сделать ремикс на Begging You с альбома Second Coming, после того как работа началась, The Stone Roses отклонили свою просьбу. В октябре Братья вернулись в Heavenly Social для финальных сэтов, в ноябре Химики играли в Astoria Theatre в Лондоне, в то время дуэт на бис играл смесь Chemical Beats и The Beatles «Tomorrow Never Knows» и вот однажды во время этого (в конце декабря в Брикстоне) на сцену выскочил Флинт из Prodigy с надписью на майке «Occupation: mad bastard». За ним из толпы вылезли ещё несколько человек, в результате бешеных танцев кто-то задел кабель питания и аппаратура заглохла. Братья не сильно огорчились, позже Роулендс сказал:
«Because he’s Keith from the Prodigy, and he can do whatever the fuck he likes» В январе 96-го «Exit Planet Dust» стал золотым. Впервые за 6 месяцев на Virgin дуэт выпустил новый релиз: Loops of Fury, EP был лимитирован 20000 копий, в чартах достиг 13 места. В феврале Select Magazine опубликовал 100 лучших альбомов 90-х, «Exit Planet Dust» досталось 39 место, а в августе Братья на фестивале в Knebworth, вновь разогревали толпу перед Oasis.

### «Dig Your Own Hole» (1997—1998)
Во время феста в Glastonbury (1995 г.) Роулендс и Саймонс заключили договор с Ноэлем Галлахером из Oasis. Галлахер признался Братьям, что он обожает их альбом, и хотел бы исполнить что-то похожее на Life is Sweet. Релиз Setting Sun состоялся в октябре 1996 года, в чартах он занял первое место! Впервые Химические Братья поднялись до такой позиции. На сингле так же была инструментальная версия и ещё один трек «Buzz Tracks», который не иначе как баловством не
назовёшь. Адвокаты, защищавшие права Битлз ошибочно заявили, что Братья семплировали Tomorrow Never Knows в Setting Sun, но Virgin Records смогли опровергнуть это. В марте 1997 г. выходит второй сингл Block Rockin Beats к ожидаемому альбому, дающий возможность фанатам попробовать то, что вскоре они заценят на LP. Релиз так же занимает 1 место в чартах, удостаивается звания лучшего сингла недели от NME и награды Grammy Award за Best Rock Instrumental Performance. В треке использован голосовой семпл Schoolly D (Гуччи Эген) и переработанная басс линия 23 Skidoo' трека «Coup».
Заявив о себе в полный рост, Роулендс и Саймонс стали готовить новый полнометражный альбом « Dig Your Own Hole». Музыка The Chemical Brothers была настолько многогранна, что они не только покорили поп-чарты с этим альбомом, но и получили премию Grammy в номинации Инструментальный Рок благодаря треку Block Rockin' Beats. «Dig Your Own Hole» был записан в собственной студии на юге Лондона, название взято с граффити, которое было на ближайшей стене. Журнал Mixmag оценил альбом как 10/10, назвав его альбомом месяца. Эд Саймонс охарактеризовал его следующим образом: «Длинный, ровный и психоделический». На него оказало влияние то, что во время записи музыканты слушали старый хип-хоп в стиле Africa Bambaata и много техно-музыки, включая Joey Beltram и Daft Punk. В работе вместе с «братьями» приняли участие Ноэл Галлахер, Mercury Rev, бас-гитарист The Ruts — Segs и Бет Ортон. Лето 97-го оказалось для пары горячим, тур по США и
Японии (здесь они стали резидентами Tokyo’s Liquid Rooms). В августе с Dust Brothers была заключена договоренность на создание ремикса Elektrobank. Сингл вышел в сентябре. Теперь Братья не были уже мелкими сошками и избирательно подходили к сотрудничеству: Metallica несколько раз просила их ремиксировать «Enter Sandman», но каждый раз получала отказ. В конце года последний 9-ти минутный трек «The Private Psychedelic Reel» вырос в лимитированное EP, на релизе так же была лайв запись «Setting Sun», записанная на Lowlands Festival, Netherlands 24 августа 1997 г., так же в декабре Братья отправились в тур по Англии.

### Микширование
В 1998 г. дуэт сосредоточился на диджеинге, хотя они ремиксировали ещё несколько треков, включая
«I Think Im In Love» от Spiritualized; «Delta Sun Bottleneck Stomp» от Mercury Rev, основная работа строилась вокруг микса. В сентябре 98-го второй микс-альбом «Brothers Gonna Work It Out»
появляется на свет. Микс содержит треки людей в наибольшей степени повлиявшие на дуэт (Renegade Soundwave, Meat Beat Manifesto and Kenny 'Dope' Gonzales, Eric B & Rakim, Davy DMX), и так же несколько собственных. В мае 99-го Братья отыгрывают в Манчестере, Шеффилде и Брайтоне, это их
первые выступления после декабря 1997 года.Так же в этом месяце они выпускают новый материал-сингл «Hey Boy, Hey Girl». Роулендс и Саймонс признались, что на создание трека были вдохновлены
выступлениями в клубе «Gatecrasher» в Шеффилде. «Hey Boy, Hey Girl» занял в чартах Англии 3 место. В 1998 году The Chemical Brothers выпустили
альбом ремиксов Brothers Gonna Work It Out.

### «Surrender» (1999)
Третий альбом Surrender появился в июне 1999 г. Одна из особенностей альбома в сравнении с
предыдущими — большое количество приглашенных гостей (Ноэль Галлахер, Джонатан Донахью из Mercury Rev и Хоуп Сандовал из Mazzy Star), так же альбом был больше хаусовым, чем предыдущие работы. «Out of Control» стал сингловым и достиг 1 места в чартах. Том сказал об этом альбоме: «Мы создали альбом, который уносит слушателей далеко от самих себя». Многие песни этого альбома были созданы под влиянием группы «The Beatles». Особенно ярко это выраженно в заключительной песне альбома «Surrender» — «Dream On». Эд же, так отозвался об этом подражании: «Эти
ритмы привлекли нас чувством бесконечности». Всё в этом альбоме говорит о движении музыкантов в совершенно новом направлении. Летом Химики возглавили фестиваль Glastonbury, а весь тур по Англии длился до декабря. Финальный сингл с альбома был «Music: Response» EP. В июне 2000 года Том и Эд опять же выступали в Glastonbury Festival, собрав толпу таких размеров, каких никогда не было ранее. В августе Братья опять играли перед огромной аудиторией в Creamfields
Festival, Ирландия. В декабре на New York DJ Gigs дуэт представил новый трек «It Began in Afrika».

### «Come with Us» (2000—2003)
В 2001 году пара активно участвовала в фестивалях и выпусках релизов, в начале года они начали работу
над новым альбомом, рабочее название которого было «Chemical Four». Первым треком, для пробы, как было сказано, стал «It Began in Afrika». В чистом виде (не в миксе) он был сыгран в Калифорнии в апреле, ещё один, «Galaxy Bounce» дебютировал на фестивале Coachella. «It Began in Afrika» официально вышел сначала как промо — продолжение серии «Electronic Battle Weapon»
, в сентябре, уже в виде полноценного сингла «Африка» достигла 8 места в чартах, хотя видео не было снято. В 2001 году Том и Эд так же создали ремикс на «Song For Shelter» от Fatboy Slim.
Этот ремикс был выпущен в качестве сингла 3 сентября 2001 года (за неделю до «It Began In Afrika»). The Chemical Brothers закончили работу над «Come with Us» в октябре 2001 г., из приглашённых гостей заслуживают внимания Ричард Эшкрофт  из Verve («The Test») и Бет Ортон («The State We’re In»). Выпуск альбома был намечен на январь 2002 года, предварительно было решено разогреть фанатов синглом «Star Guitar». Оригинально к созданию видео подошёл Мишель Гондри, в клипе зритель наблюдает из окна поезда за окрестностями, которые сменяются в такт биту. Релиз «Star Guitar» состоялся и в DVD версии. Альбом был встречен фанатами не так горячо, как предыдущие работы, но это не помешало ему стать номером 1 в чартах Англии. За первую неделю было продано порядка 100 000 копий. В поддержку данного альбома манчестерский дуэт дал впечатляющее турне
по странам Европы.

### «Singles 93–03» (2003)
В конце 2002 — начале 2003 года дуэт вернулся в студию для работы над новым материалом. «Golden Path», трек был создан в сотрудничестве с Уэйном Койном из The Flaming Lips. Релиз состоялся одновременно с компиляцией их лучших работ «Singles 93–03». Singles 93–03 содержал ещё одну новую работу «Get Yourself High». Get Yourself High — хип-хоповый трек, в качестве вокала братья пригласили k-os, канадского рэпера, релиз вышел в свет в ноябре 2003 года.

### «Push the Button» (2004–2006)
В 2004 году The Chemical Brothers начали работу над «Push the Button», пятым студийным альбомом. Релиз состоялся 24 января 2005 г. Среди гостей-вокалистов: Тим Берджесс, Келе Окереке, Anwar Superstar, Q-Tip. «Galvanize» — заглавная песня LP, а также первый сингл с альбома появился в продаже с 17 января 2005 г. В чартах ему удалось продвинуться до 3 места. Второй сингл «Believe» (с Kele Okereke из Bloc Party) провалил топ 10, но прочно удерживал позиции в топ 20. Самым неудачным с коммерческой точки зрения стал «The Boxer», сингл не попал даже в топ 40. Альбом и сингл «Galvanize» получили награды на Grammy Awards 2006.

### «We Are the Night» (2007—2009)
Братья встретили 2006 год и объявили на официальном форуме что работают над совершенно новым материалом, который должен войти в их следующий альбом, кодовое имя которого было «Chemical 6». Эд также сообщил всем, что группа выступит на фестивалях летом 2007 и надеется что они смогут порадовать фанатов новым «EBW». Electronic Battle Weapons 8 & 9 дебютировали на Pete Tong’s BBC Radio 1 show 8 декабря 2006 года. На дальнейших DJ-сетах братья отыгрывали новый материал, который народ воспринял на ура. 21 марта 2007 года The Chemical Brothers официально анонсируют
грядущий альбом на MySpace, а треклист альбома стал доступен фанатам 10 апреля. Новая пластинка которая называлась «We Are the Night» вышла 2 июля в Великобритании, 17 июля в США. На LP были представлены совместные работы с такими известными музыкантами как «Klaxons», «Midlake», Ali Love и даже Willy Mason. В 2007—2008 году братья. совершают большой тур в поддержку нового альбома. В сотрудничестве со «Spank Rock» дуэт
записывает трек «Keep My Composure» для саундтрека к широко известному сериалу «Герои/Heroes».

### «Brotherhood» (2008)
В телефонном интервью с Питом Тонгом 20 июня 2008 года Том подтвердил, что в скором времени выйдет компиляция, которая объединит сингловые треки и все EBW. В фанатской рассылке от 24 июня людям на почту пришло сообщение о том, что готовится к выходу
сборник под названием «Brotherhood». Сборник включал все ранние композиции, а также «Keep My Composure» и «Midnight Madness», который впоследствии порвал радио-чарты и был выпущен как
промо-CD. «Brotherhood» вышел 1 сентября 2008 года в 1- и 2-х дисковом издании (второй CD
содержал все Electronic Battle Weapon).

### «Further» (2010)
2 июля 2009 главная страница сайта приобрела вид модульного синтезатора с надписью «Chemical Ideas Generator». Все прекрасно поняли, «они работают над новым материалом…». Дальше пошли DJ-сеты, на которых по традиции был отыгран новый материал, который вдохновил фанатов, что те начали строить предположения что же будет дальше и что ждать от братьев, тем же временем идентифицируя отыгранное на сетах. 5 января 2010 был обновлен официальный сайт и тогда он гласил, что братья объявляют о своих новых выступлениях, также было заявлено что в течение
нескольких месяцев стоит ждать интересных новостей. 30 марта 2010 при очередном обновлении сайта The Chemical Brothers анонсировали свой новый альбом «Further», выход которого должен был
состояться 7 июня 2010 года, но позже дата была перенесена на 14 июня. Пластинка получила прекрасные отзывы музыкальных экспертов и была отлично принята слушателями. Further стал первым альбомом The Chemical Brothers, в записи которого не принимали участие
приглашенные вокалисты. Впервые в истории группы, для каждого из 8 треков с пластинки снимается
соответствующий фильм. Над видео работали давние соратники Chemical Brothers — Adam Smith и
Marcus Lyall.

### «Hanna» (OST) (2011)
Осенью 2010 года, The Chemical Brothers приступили к работе над саундтреками к новому фильму режиссёра Джо Райта «Ханна» («Hanna»). По словам Райта, известного по фильмам «Искупление» (2007) и «Гордость и предубеждение» (2005), в работе над новой лентой он решил отойти от классических саундтреков и пригласить кого-то из «современных» музыкантов. Саундтрек вышел отдельным релизом 15 марта 2011 года и на CD 4 июля 2011. В пластинку вошли 20 отдельных треков.

### «Theme For Velodrome» (2012)
30 июля 2012 года Братья стали авторами трека «Theme For Velodrome», посвященного Олимпийским играм в Лондоне, а именно велогонкам. Во время презентации трека, участник группы Том Роулендс признался, что и сам мастак езды на велосипеде: «Я люблю кататься на велосипеде с самого детства. Я всегда проводил связь между электронной музыкой и ездой на велосипеде». Эд Саймонс отметил, что группа хотела создать произведение, которое бы отражало «чувство скорости, переживаний» спорта, а также «удивительную красоту» нового велодрома в Олимпийском парке восточного Лондона. Впервые Theme for Velodrome прозвучал на радио Zane Lowe’s Radio 1 show Саймонс рассказал о том, что группе не дали билеты на игры: «Мы просили, но пока никто не предложил. В настоящий момент билетов у нас нет…»

### «Born In The Echoes» (2015)
23 апреля 2015 года на радио BBC-1 состоялась премьера новой композиции Братьев под названием «Sometimes I Feel So Deserted». В тот же день эта композиция вышла в качестве сингла.
Выход альбома Born In The Echoes запланирован на 17 июля 2015 года.

### «No Geography» (2019)
12 апреля 2019 состоялся релиз нового альбома «No Geography».

### «For That Beautiful Feeling» (2023)
8 сентября 2023 года вышел новый альбом «For That Beautiful Feeling».

## Живые выступления
Каждое выступление The Chemical Brothers — не только известные танцевальные хиты и новые композиции, но и полное погружение в виртуальную реальность, которую с помощью своего шоу «братья» создают не только на сцене, но и в зале. Их живые выступления содержат большие экраны отображения, психоделические изображения, стробоскопы, лазеры. Братья также играли на многих крупных фестивалях, включая Glastonbury, Fuji Rock, Reading, HFStival, и Leeds Festival. В настоящее время они лидируют по количеству концертов, проводимых каждый год в Brixton Academy.

## Дискография

### Студийные альбомы
- Exit Planet Dust (1995)
- Dig Your Own Hole (1997)
- Surrender (1999)
- Come with Us (2002)
- Push the Button (2005)
- We Are the Night (2007)
- Further (2010)
- Born In The Echoes (2015)
- No Geography (2019)
- For That Beautiful Feeling (2023)

### Концертные альбомы
- Don’t Think (2012)

### Сборники
- Singles 93–03 (2004)
- B-Sides Volume 1 (2007)
- Brotherhood (2008)

### Саундтреки
- Dust Up Beats (1994) — Wipeout 2097
- Chemical Beats (1995) — Wipeout
- Leave home (1995) —  Угнать за 60 секунд (2000)
- Loops of Fury (1996) — Wipeout 2097
- Where Do I Begin (1997) — Ванильное небо / Монстр / Нас приняли!
- Block Rockin' Beats (1997) — Большой Куш / Карты, деньги, два ствола / Kingpin: Life of Crime
- Under the Influence (1999) — Wipeout 3
- Hey Boy Hey Girl (1999) — Just Dance 3
- Star Guitar (2002) — WRC II Extreme
- Come With Us (2002) — WRC II Extreme (заставка игры)
- Galaxy Bounce (2002) — Pro Evolution Soccer 2010 / Лара Крофт: Расхитительница гробниц
- Galvanize (2004) — Need For Speed: Most Wanted / FlatOut 2 / Tony Hawk's American Wasteland
- Believe (2005)  — Крепкий Орешек 4.0 / Плетёный человек / Менталист / Сверхъестественное
- Do It Again (2007) — Сумерки / Гриффины / Южный парк / Форсаж 4
- Come Inside (2007) — Forza Motorsport 2
- Nude Night (2008) — Grand Theft Auto IV: Episodes from Liberty City
- Midnight Madness (2008) — Pro Evolution Soccer 2010
- Swoon (Boys Noize Summer Remix)(2010) — Pro Evolution Soccer 2012
- Саундтрек к фильму Ханна. Совершенное оружие (2011)
- Go (2015) — Need For Speed 2015 / DIRT 5 / Watch Dogs: Legion
- C-h-e-m-i-c-a-l (2016) — Wipeout Omega Collection

### Альбомы с DJ-миксами
- Live at the Social Volume 1 (1996)
- Radio 1 Anti-Nazi Mix (1997)
- Brothers Gonna Work It Out (1998)
- In Glint (2002)

### Синглы
- 1995 — Leave Home
- 1995 — Life Is Sweet
- 1996 — Loops of Fury
- 1996 — Setting Sun
- 1997 — Block Rockin' Beats
- 1997 — Elektrobank
- 1997 — The Private Psychedelic Reel
- 1999 — Hey Boy Hey Girl
- 1999 — Let Forever Be
- 1999 — Out Of Control
- 1999 — Music Response
- 2001 — It Began In Afrika
- 2002 — Star Guitar
- 2002 — Come With Us / The Test
- 2002 — American EP
- 2003 — The Golden Path
- 2003 — Get Yourself High
- 2004 — Galvanize
- 2005 — Believe
- 2005 — The Boxer
- 2007 — Do It Again
- 2007 — The Salmon Dance
- 2008 — Midnight Madness
- 2010 — Swoon
- 2010 — Another World
- 2012 — Theme For Velodrome (официальный саундтрек к Летним Олимпийским играм в Лондоне)
- 2015 — Sometimes I Feel So Deserted
- 2015 — Go
- 2016 — C-h-e-m-i-c-a-l
- 2018 — Free Yourself
- 2019 — MAH
- 2019 — Got To Keep On
- 2019 — We’ve Got to Try
- 2021 — The Darkness That You Fear
- 2023 — No Reason

### Клипография
- Life is Sweet (1995)
- Setting Sun (1996)
- Block Rockin Beats (1997)
- Elektrobank (1997)
- Hey Boy Hey Girl (1999)
- Let Forever Be (1999)
- Out of Control (1999)
- Star Guitar (2002)
- The Test (2002)
- Get Yourself High (2003)
- The Golden Path (2003)
- Galvanize (2005)
- Believe (2005)
- The Boxer (2005)
- Do It Again (2007)
- The Salmon Dance (2007)
- Midnight Madness (2008)
- Swoon (2010)
- Another World (2010)
- Go (Feat. Q-Tip) (2015)
- Sometimes I Feel So Deserted (2015)
- Wide Open ft. Beck (2016)
- Free Yourself (2018)
- We’ve Got To Try (2019)
- Got to Keep On (2019)
- Skipping Like A Stone ft. Beck (2023)